# Teopantecuanitlán

Teopantecuanitlan dans le cadre des sites archéologiques du Préclassique moyen au Mexique.

Un des quatre monolithes de style olmèque que l'on trouve à l'entrée d’El Recinto.

Teopantecuanitlán est un site archéologique mésoaméricain parfois appelé également Tlacozotitlán, situé au confluent du Río Balsas et du Río Amacuzac près de la ville de Copalillo dans l'actuel État mexicain de Guerrero. Connu depuis 1983, il date du Préclassique ancien et moyen. Le site doit sa réputation à ses sculptures olmèques.

## Étymologie
Le nom du site signifie «Endroit du temple du jaguar» en nahuatl.

## Le site
En 1983, l'archéologue mexicaine Guadalupe Martínez Donjuán eut vent de pillages archéologiques sur un site jusqu'alors inconnu. Elle le baptisa Teopantecuanitlán. L'occupation du site d'une superficie de 280 ha a été divisée en trois phases. Les premières traces d'occupation remontent  à 1250 av. J.-C.. Son apogée se situe entre 1000 av. J.-C. et 700 av. J.-C. Guadalupe Martinez Donjuán distingue trois groupes de monticules (zones A, B et C) et des zones résidentielles. 
C'est dans la zone A que se situe la structure la plus connue du site, une cour surbaissée, parfois appelée «El Recinto» en espagnol, à deux mètres sous le niveau du sol. On peut distinguer quatre phases de construction. Les premières phases consistaient en structures d'argile. Au cours de la quatrième phase, les murs de la cour furent munis d'un parement de blocs de travertin assemblés sans mortier. Placés  symétriquement sur les côtés est et ouest se trouvent quatre monolithes en forme de T renversé, sculptés à l'effigie d'un were-jaguar dans un style olmèque caractéristique. Chaque figure a des yeux en amande, des lèvres aux commissures tournées vers le bas et brandit une «torche» dans ses mains. Les monolithes ont fait l'objet de plusieurs interprétations. Pour Guadalupe Martinez Donjuan, ils indiquent les solstices et les équinoxes; pour Karl Taube, il s'agit de représentations du dieu olmèque du maïs, tandis que F. Kent Reilly III estime qu'il s'agit des quatre montagnes sacrées aux quatre coins de l'univers. Au dos d'un des quatre monolithes sont gravés une fleur et deux barres. Si une barre correspond au chiffre cinq, il s'agirait d'une inscription calendaire «10-fleur ». La fonction de la cour elle-même fait l'objet de spéculations. Karl Taube pense que, grâce au système de drainage formé de pierres en forme de U dont elle est équipée, la cour aurait pu servir à des rituels de fertilité au cours desquels elle aurait été remplie ou vidée d'eau. Selon lui les quatre monolithes et les deux banquettes de ce qui semble être un terrain de jeu de balle miniature au milieu de la cour forment un motif «quatre points plus une barre».